# Euxoa versipellis
Euxoa versipellis là một loài bướm đêm trong họ Noctuidae.